# Julián Atehortúa
Atehortúa  Bedoya est un nom espagnol. Le premier nom de famille, en général paternel, est Atehortúa ; le second, en général maternel, souvent omis, est Bedoya.
Julián Darío Atehortúa Bedoya, né le 19 juin 1983 à Salgar (Antioquia), est un coureur cycliste colombien.

## Palmarès
- 2005
  - 1re étape de la Vuelta al Valle del Cauca
  - 2e étape de la Clásica de Anapoima
  - Prologue de la Clásica de Fusagasugá
  - 2e de la Vuelta al Valle del Cauca
  - 2e de la Clásica de Anapoima
  - 3e du championnat de Colombie sur route espoirs
- 2006
  - 3e de Florence-Viareggio
- 2007
  - 2e du Trofeo Salvatore Morucci
  - 2e du Trofeo Gianfranco Bianchin
  - 3e de la Medaglia d'Oro Frare De Nardi
- 2008
  - Clásica de Girardot :
    - Classement général
    - 2e étape
- 2009
  - Classement général de la Clásica de Anapoima
  - 4e étape de la Clásica de El Carmen de Viboral
- 2010
  - 1re étape du Tour de Colombie (contre-la-montre par équipes)
- 2013
  - 8e et 10e étapes de la Vuelta a Chiriquí

## Classements mondiaux
| Année            | 2006  | 2007 | 2008 | 2009 | 2010 | 2011 | 2012 | 2013 | 2014 |
| ---------------- | ----- | ---- | ---- | ---- | ---- | ---- | ---- | ---- | ---- |
| UCI Europe Tour  | 1248e | 208e |      |      |      |      |      |      |      |
| UCI America Tour |       |      |      |      |      |      |      |      | 427e |